# Керница
Керница (укр. Керниця) — село в Городокской городской общине Львовского района Львовской области Украины.
Население по переписи составляло 1500 человек. Занимает площадь 16,55 км². Почтовый индекс — 81550. Телефонный код — 3231.